# Ready To Be World Tour
Twice 5th World Tour «Ready To Be» — третий мировой концертный тур и пятый тур в целом южнокорейской гёрл-группы Twice в поддержку их двенадцатого мини-альбома Ready to Be. Тур начался 15 апреля 2023 года на Олимпийской гимнастической арене в Сеуле и в настоящее время запланирован на 44 выступления в Азии, Северной Америке, Южной Америке, Океании и Европе.

## Фон
21 февраля 2023 года JYP Entertainment объявили, что Twice отправятся в свое крупнейшее на данный момент мировое турне, указав 17 первых дат тура в 14 городах Восточной Азии, Австралии и Северной Америки. Тур включает в себя выступления на Соу-Фай Стэдиум и Метлайф-стэдиум, что делает Twice первой южнокорейской гёрл-группой, выступившей на этих площадках. 24 марта были добавлены шесть дополнительных концертов в Австралии и Северной Америке после того, как большая часть билетов была распродана. Вторая часть тура была анонсирована 24 апреля и включает шесть концертов в Юго-Восточной Азии и Европе. Затем к европейскому этапу были добавлены еще два концерта «по многочисленным просьбам».
Twice стали первой южнокорейской гёрл-группой, выступившей хедлайнером концертов на японских стадионах, с четырьмя выступлениями на стадионах Нагаи и Адзиномото. На четыре шоу было продано 220 000 билетов из 1,2 миллиона заявок. После второго концерта в Токио 21 мая было объявлено, что в декабре в Японии пройдут еще четыре концерта.
8 июня была объявлена дата второго концерта в Сингапуре из-за «огромного спроса». 17 июня на Филиппинах было добавлено второе шоу, через два дня после того, как продажа билетов была временно приостановлена из-за «подозрительной деятельности, обнаруженной онлайн».
Третья часть тура была анонсирована 28 августа и включает в себя 4 стадионных шоу в Юго-Восточной Азии, Северной Америке, Южной Америке и Австралии. 7 сентября, после распродажи билетов, было добавлено второе шоу в Бразилии. Также была добавлена дата второго концерта в Мексике после того, как все билеты были быстро распроданы 14 сентября.

## Приëм
В своем обзоре для шоу Соу-Фай Стэдиум Таня Гарсия из Variety похвалила «новизну» Twice, написав: «В этом году впервые барабанщик и гитарист присоединяются к девушкам на сцене примерно в середине сета, добавляя нотку свежести старым синглам, таким как «What Is Love?» и «Queen of Hearts». И хотя Twice известны тем, что поют слащавые поп-песни о любви, они, безусловно, устраивают одно из самых острых K-pop шоу, которые когда-либо видели США с Ready to Be». Она продолжила хвалить сольные выступления группы и то, как участницы «непримиримо принимают и празднуют свою женственность», «опираясь на их сексуальность впервые».
Аналогичным образом, Кристаллы Белл из Nylon похвалила сольные выступления группы, написав: «Было приятно наконец-то увидеть, как участницы свободно выражают себя и дают представление о том, что (возможно) ждет их впереди». Кроме того, она дополнила концертную версию их хитов и общую атмосферу концерта, назвав ее «глупой, беззаботной и яркой».

## Сет-лист
Основной сет
1. "Set Me Free"
2. "I Can't Stop Me"
3. "Go Hard"
4. "More & More"
5. "Moonlight Sunrise"
6. "Brave"
7. "Try" (кавер на песню Колби Кейллат) (соло Дахён, с пианино)
8. "Done for Me"  (кавер на песню Чарли Пута) (соло Цзыюй)
9. "New Rules"  (кавер на песню Дуа Липы) (соло Саны)
10. "Move"  (кавер на пенсю Бейонсе) (танцевальное соло Момо)
11. "7 Rings"  (кавер на песню Арианы Гранде) (соло Мины)
12. "Feel Special"
13. "Cry for Me"
14. "Fancy"
15. "The Feels"
16. "My Guitar" (соло Чхэён, с гитарой)
17. "Nightmare" (соло Чихё)
18. "Juice"  (кавер на песню Лиззо) (соло Чонён)
19. "Pop!" (соло Наён, версия с дэнс-брейком)
20. "Blame It on Me"
21. "Queen of Hearts"
22. "Yes or Yes" / "What Is Love?" / "Cheer Up" / "Likey" / "Knock Knock" / "Scientist" / "Heart Shaker"
23. "Alcohol-Free"  (версия с акустическим бэндом)
24. "Dance the Night Away"
25. "Talk That Talk" (версия с дэнс-брейком)
26. "Got the Thrills"
27. "Moonlight"
28. "When We Were Kids"
29. "Crazy Stupid Love"

Энкор

15 апреля (1 день)
1. "Signal" (выбрано с помощью вращающегося колеса)
2. "Like Ooh-Ahh" (выбрано с помощью вращающегося колеса)

16 апреля (2 день)
1. "TT" (выбрано с помощью вращающегося колеса)
2. "Wallflower" (выбрано с помощью вращающегося колеса)
3. "Basics" (выбрано самими Twice)
4. "Like Ooh-Ahh" (выбрано самими Twice)

Основной сет
1. "Set Me Free"
2. "I Can't Stop Me"
3. "Go Hard"
4. "More & More"
5. "Moonlight Sunrise"
6. "Brave"
7. "Try" (кавер на песню Колби Кейллат) (соло Дахён, с пианино)
8. "Done for Me"  (кавер на песню Чарли Пута) (соло Цзыюй)
9. "New Rules"  (кавер на песню Дуа Липы) (соло Саны)
10. "Move"  (кавер на пенсю Бейонсе) (танцевальное соло Момо)
11. "7 Rings"  (кавер на песню Арианы Гранде) (соло Мины)
12. "Feel Special"
13. "Cry for Me"
14. "Fancy"
15. "The Feels"
16. "My Guitar" (соло Чхэён, с гитарой)
17. "Nightmare" (соло Чихё)
18. "Juice"  (кавер на песню Лиззо) (соло Чонён)
19. "Pop!" (соло Наён, версия с дэнс-брейком)
20. "Queen of Hearts"
21. "Yes or Yes" / "What Is Love?" / "Cheer Up" / "Likey" / "Knock Knock" / "Scientist" / "Heart Shaker"
22. "Alcohol-Free"  (версия с акустическим бэндом)
23. "Dance the Night Away"
24. "Talk That Talk" (версия с дэнс-брейком)
25. "When We Were Kids"
26. "Crazy Stupid Love"

### Энкор
2 мая - Сидней (1 день)
1. "TT" (выбрано самими Twice)
2. "Candy Pop" (выбрано самими Twice)

3 мая - Сидней (2 день)
1. "Up No More" (выбрано самими Twice)
2. "Wallflower" (picked by Twice)
3. "Signal" (picked by Twice)

6 мая - Мельбурн (1 день)
1. "Like Ooh Ahh" (выбрано самими Twice)
2. "Signal" (выбрано самими Twice)

7 мая - Мельбурн (2 день)
1. "Candy Pop" (выбрано самими Twice)
2. "TT" (выбрано самими Twice)
3. "Say Something" (выбрано самими Twice)

Основной сет
1. "Set Me Free"
2. "I Can't Stop Me"
3. "Go Hard"
4. "More & More"
5. "Moonlight Sunrise"
6. "Brave"
7. "Try" (кавер на песню Колби Кейллат) (соло Дахён, с пианино)
8. "Done for Me"  (кавер на песню Чарли Пута) (соло Цзыюй)
9. "New Rules"  (кавер на песню Дуа Липы) (соло Саны)
10. "Move"  (кавер на пенсю Бейонсе) (танцевальное соло Момо)
11. "7 Rings"  (кавер на песню Арианы Гранде) (соло Мины)
12. "Feel Special"
13. "Cry for Me"
14. "Fancy"
15. "The Feels"
16. "My Guitar" (соло Чхэён, с гитарой)
17. "Nightmare" (соло Чихё)
18. "Juice"  (кавер на песню Лиззо) (соло Чонён)
19. "Pop!" (соло Наён, версия с дэнс-брейком)
20. "Queen of Hearts"
21. "Yes or Yes" / "What Is Love?" / "Cheer Up" / "Likey" / "Knock Knock" / "Scientist" / "Heart Shaker"
22. "Alcohol-Free"  (версия с акустическим бэндом)
23. "Dance the Night Away"
24. "Talk That Talk" (версия с дэнс-брейком)
25. "Hare Hare"
26. "Happy Happy"
27. "When We Were Kids"
28. "Crazy Stupid Love"

#### Энкор
13 мая - Осака (1 день)
1. Celebrate
2. Pink Lemonade
3. Perfect World

14 мая - Осака (2 день)
1. BDZ
2. Celebrate
3. Fanfare

20 мая - Токио (1 день)
1. Celebrate
2. Pink Lemonade

21 мая - Токио (2 день)
1. Strawberry Moon
2. BDZ

Основной сет
1. "Set Me Free"
2. "I Can't Stop Me"
3. "Go Hard"
4. "More & More"
5. "Moonlight Sunrise"
6. "Brave"
7. "Try" (кавер на песню Колби Кейллат) (соло Дахён, с пианино)
8. "Done for Me"  (кавер на песню Чарли Пута) (соло Цзыюй)
9. "New Rules"  (кавер на песню Дуа Липы) (соло Саны)
10. "Move"  (кавер на пенсю Бейонсе) (танцевальное соло Момо)
11. "7 Rings"  (кавер на песню Арианы Гранде) (соло Мины)
12. "Feel Special"
13. "Cry for Me"
14. "Fancy"
15. "The Feels"
16. "My Guitar" (соло Чхэён, с гитарой)
17. "Nightmare" (соло Чихё)
18. "Juice"  (кавер на песню Лиззо) (соло Чонён)
19. "Pop!" (соло Наён, версия с дэнс-брейком)
20. "Queen of Hearts"
21. "Yes or Yes" / "What Is Love?" / "Cheer Up" / "Likey" / "Knock Knock" / "Scientist" / "Heart Shaker"
22. "Alcohol-Free"  (версия с акустическим юэндом)
23. "Dance the Night Away"
24. "Talk That Talk" (версия с дэнс-брейком)
25. "When We Were Kids"
26. "Crazy Stupid Love"

#### Encore
10 июня - Инглвуд
1. "Doughnut"
2. "Basics"
3. "Signal"

12 июня - Окленд (1 день)
1. "Signal" (выбрано самими Twice)
2. "TT" (выбрано самими Twice)

13 июня - Окленд (2 день)
1. "Blame It On Me" (picked by Twice)
2. "Signal" (выбрано самими Twice)
3. "Basics" (выбрано самими Twice)

16 июня - Такома
1. "Doughnut" (выбрано самими Twice)
2. "Like Ooh Ahh" (выбрано самими Twice)
3. "Basics" (выбрано самими Twice)

21 июня - Арлингтон
1. "Candy Pop" (выбрано самими Twice)
2. "Got The Thrills" (выбрано самими Twice)
3. "TT" (picked by Twice)

24 июня - Хьюстон (1 день)
1. "Missing U" (выбрано самими Twice)
2. "TT" (выбрано самими Twice)

25 июня - Хьюстон (2 день)
1. "Like Ooh Ahh (выбрано самими Twice)
2. "Candy Pop"(выбрано самими Twice)

28 июня- Чикаго (1 день)
1. "Rollin" (выбрано самими Twice)
2. "Candy Pop" (выбрано самими Twice)

29 июня - Чикаго (2 день)
1. "Rollin" (выбрано самими Twice)
2. "Signal" (выбрано самими Twice)

1 июля - Торонто (1 день)
1. "Like Ooh Ahh" (выбрано самими Twice)
2. "Celebrate" (выбрано самими Twice)

2 июля - Торонто (2 день)
1. "Do It Again" (выбрано самими Twice)
2. "Celebrate" (выбрано самими Twice)

6 июля - Ист-Резерфорд
1. "Scandal" (выбрано самими Twice)
2. "Like Ooh Ahh" (выбрано самими Twice)
3. "Firework" (выбрано самими Twice)

9 июля - Атланта
1. "Firework" (выбрано самими Twice)
2. "Celebrate" (выбрано самими Twice)
3. "TT" (выбрано самими Twice)

### Заметки
- Чонён и Дахён отсутствовали на шоу в Такоме из-за заражения COVID-19[15].

## Даты тура
| Дата                  | Город         | Страна         | Площадка                       | Посещаемость |
| --------------------- | ------------- | -------------- | ------------------------------ | ------------ |
| Азия                  |               |                |                                |              |
| 15 апреля 2023 года   | Сеул          | Южная Корея    | KSPO Dome Beyond Live          | —            |
| 16 апреля 2023 года   | Сеул          | Южная Корея    | KSPO Dome Beyond Live          | —            |
| Океания               |               |                |                                |              |
| 2 мая 2023 года       | Сидней        | Австралия      | Qudos Bank Arena               | —            |
| 3 мая 2023 года       | Сидней        | Австралия      | Qudos Bank Arena               | —            |
| 6 мая 2023 года       | Мельбурн      | Австралия      | Арена Рода Лейвера             | —            |
| 7 мая 2023 года       | Мельбурн      | Австралия      | Арена Рода Лейвера             | —            |
| Азия                  |               |                |                                |              |
| 13 мая 2023 года      | Осака         | Япония         | Стадион Нагаи                  | 220,000      |
| 14 мая 2023 года      | Осака         | Япония         | Стадион Нагаи                  | 220,000      |
| 20 мая 2023 года      | Токио         | Япония         | Стадион Адзиномото Beyond Live | 220,000      |
| 21 мая 2023 года      | Токио         | Япония         | Стадион Адзиномото Beyond Live | 220,000      |
| Северная Америка      |               |                |                                |              |
| 10 июня 2023 года     | Инглвуд       | США            | Соу-Фай Стэдиум                | 250,000      |
| 12 июня 2023 года     | Окленд        | США            | Оракл-арена                    | 250,000      |
| 13 июня 2023 года     | Окленд        | США            | Оракл-арена                    | 250,000      |
| 16 июня 2023 года     | Такома        | США            | Tacoma Dome                    | 250,000      |
| 21 июня 2023 года     | Арлингтон     | США            | Globe Life Field               | 250,000      |
| 24 июня 2023 года     | Хьюстон       | США            | Тойота-центр                   | 250,000      |
| 25 июня 2023 года     | Хьюстон       | США            | Тойота-центр                   | 250,000      |
| 28 июня 2023 года     | Чикаго        | США            | Юнайтед-центр                  | 250,000      |
| 29 июня 2023 года     | Чикаго        | США            | Юнайтед-центр                  | 250,000      |
| 2 июля 2023 года      | Торонто       | Канада         | Скоушабэнк-арена               | 250,000      |
| 3 июля 2023 года      | Торонто       | Канада         | Скоушабэнк-арена               | 250,000      |
| 6 июля 2023 года      | Ист-Ратерфорд | США            | Метлайф-стэдиум                | 250,000      |
| 9 июля 2023 года      | Атланта       | США            | Truist Park                    | 250,000      |
| Азия                  |               |                |                                |              |
| 2 сентября 2023 года  | Сингапур      | Сингапур       | Singapore Indoor Stadium       | —            |
| 3 сентября 2023 года  | Сингапур      | Сингапур       | Singapore Indoor Stadium       | —            |
|                       |               |                |                                |              |
| 7 сентября 2023 года  | Лондон        | Великобритания | The O2 Arena                   | —            |
| 8 сентября 2023 года  | Лондон        | Великобритания | The O2 Arena                   | —            |
| 11 сентября 2023 года | Париж         | Франция        | Accor Arena                    | —            |
| 13 сентября 2023 года | Берлин        | Германия       | Mercedes-Benz Arena            | —            |
| 14 сентября 2023 года | Берлин        | Германия       | Mercedes-Benz Arena            | —            |
| Азия                  |               |                |                                |              |

## Комментарии
1. ↑  Только 16-го апреля.
2. ↑  Только 21-го мая.